# Pinda Sport Clube
Pinda Ferroviária Sport Clube, ou Pinda Sport Club ou simplesmente Pinda é uma agremiação esportiva de futebol feminino da cidade de Pindamonhangaba, no estado de São Paulo, fundada em novembro de 2020.

## História
A equipe foi idealizada pelo pindamonhangabense Marcos Derrico, então técnico da equipe feminina do São José Futsal, em novembro de 2020.
Sua primeira partida oficial foi na derrota por 3 a 0 no Campeonato Paulista de Futebol Feminino em 2021 contra o Red Bull Bragantino em 10 de agosto de 2021. O Pinda foi eliminado na primeira fase da competição com 1 vitória, 1 empate e 9 derrotas em 11 jogos.
A equipe faturou a Copa Ouro da Associação Paulista de Futebol (APF), entidade conveniada à Federação Paulista de Futebol em 2021, foi vice-campeã em 2022 e obteve o bicampeão em 2023.
Em 2022, o clube disputou o Campeonato Paulista - Divisão Especial, a competição garantia vaga para o Paulistão e o clube já disputava a elite da competição. A time comandando por Marcos Derrico foi vice-campeão do ao perder a final nos pênaltis por 2 a 1 para o SKA Brasil após o tempo regulamentar terminar empatado por 1 a 1.

### Pinda Ferroviária SC
Devido ao bom desempenho da equipe nos dois anos anteriores, em janeiro de 2023, o Pinda e a Ferroviária de Pinda formalizaram a parceria no futebol feminino, assim a equipe passou a se chamar Pinda Ferroviária Sport Clube, garantido direito às atletas do time adulto utilizem toda a estrutura da sede social, como academia e piscinas, e também se tornem sócio-atletas. A parceria também garantiu a permanência dos jogos como mandante no único estádio da cidade homologado pela FPF, o estádio Dr. Antonio Pinheiro Junior que pertence à Ferroviária, além da formação de equipes nas categorias de base do futsal e futebol de campo.
No mesmo ano a equipe fez sua estreia no Campeonato Brasileiro na Série A3. A equipe terminou na 8ª posição com 9 pontos, 2 vitórias, 3 empates e 1 derrota em 6 jogos.

## Títulos
| ESTADUAIS | ESTADUAIS  | ESTADUAIS | ESTADUAIS   |
|           | Competição | Títulos   | Temporadas  |
| --------- | ---------- | --------- | ----------- |
|           | Copa Ouro  | 2         | 2021 e 2023 |